# Пачегурт
Пачегурт (удм. Паӵа) — деревня в Увинском районе Удмуртии, входит в Новомултанское сельское поселение. Находится в 17 км к северу от посёлка Ува и в 67 км к северо-западу от Ижевска.